# Kreuz der Heimatarmee

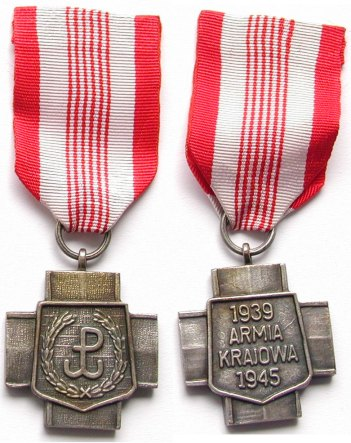
Kreuz der Heimatarmee (Vorder- und Rückseite)

Das Kreuz der Heimatarmee (poln. Krzyż Armii Krajowej) ist eine Auszeichnung zu Ehren der Mitglieder des polnischen Untergrundstaates aus dem Zweiten Weltkrieg.
Der Orden wurde zum 22. Jahrestag des Ausbruchs des Warschauer Aufstands am 1. August 1966 von General Tadeusz Bór-Komorowski, dem ehemaligen Befehlshaber der Heimatarmee und damaligen Vorsitzenden des Obersten Rates des Heimatarmeekreises in London, ins Leben gerufen. Die Einzelheiten der Auszeichnung wurden am 2. September 1966 in Dziennik Polski abgedruckt.
General Bór-Komorowski beschrieb die Auszeichnung während des AK-Kongresses 1966: „Das Kreuz ist ein Symbol für ein unbegrenztes Opfer und Hingabe im Kampf gegen den Besatzer und gleichzeitig ein sichtbares Zeichen für eine durch und durch erfüllte Soldatenpflicht.“
Die Ausarbeitung des Heimkreuzes wurde von einer zu diesem Zweck eingesetzten Kommission unter dem Vorsitz von General Karol Ziemski vorbereitet. Nach Durchführung eines Wettbewerbs, wurde das Design des Ordens ausgewählt, dessen Autor Andrzej Bobrowski war.
Das Kreuz der Heimatarmee wurde unabhängig von dem bereits bestehenden Abzeichen der Heimatarmee errichtet, auf das Personen, die mindestens drei Monate in der Heimatarmee gedient haben, Anspruch hatten. Im Gegensatz dazu war die Verleihung des Heimatarmeekreuzes unabhängig von der Dienstzeit vorgesehen, sowie auch für Menschen, die am Kampf gegen die Besatzer teilnahmen und dieser Organisation ihre Dienste leisteten, obwohl sie nicht formell der Heimatarmee angehörten. Sowohl Polen als auch Ausländer konnten mit der Auszeichnung geehrt werden. Der Orden erinnert an die Bemühungen der Soldaten des polnischen Untergrunds von 1939 bis 1945, das heißt, er wurde nicht nur an Soldaten der Heimatarmee vergeben, sondern auch an Mitglieder der Organisationen, die ihm vorausgingen (SZP, ZWZ).
Das Kreuz der Heimatarmee wurde in London verliehen. Er wurde nicht von der Volksrepublik Polen verliehen. Erst 1992 wurde er als polnischer Militärverdienstorden anerkannt und bis zum 8. Mai 1999 vom polnischen Präsidenten verliehen.